# Humberto Lavalle
Humberto Lavalle (Curitiba, 4 de fevereiro de 1907 - Curitiba, 12 de setembro de 1987) foi um radialista, empresário e tenor brasileiro.

## Biografia
Conhecido pela alcunha de "o pequeno Caruso", Humberto era filho de imigrantes italianos e na década de 1920 teve aulas com o barítono italiano Remo de Persis que permaneceu em Curitiba por um período devido a sua companhia de ópera ter feito uma longa temporada no Paraná.
Seu sucesso começou quando o músico Benedito Nicolau dos Santos e o poeta Emiliano Perneta compuseram a opereta "A Vovózinha" e o jovem Lavalle foi escolhido para o papel principal. Com o êxito das apresentações, foi contratado para cantar na Rádio Clube Paranaense e começou a apresentar-se em rádios, cassinos e clubes pelo Brasil, como, no Cassino de Icaraí e no Cassino da Urca, no Rio de Janeiro, no Cassino da Pampulha, em Belo Horizonte, na Rádio Gazeta de São Paulo, entre outros palcos.
Com a proibição dos cassinos no Brasil, Lavalle dedicou-se as rádios de Curitiba, sendo contratado pela Rádio Guairacá e tornando-se, nesta empresa, diretor comercial e publicitário (desenvolvedor de jingles), bem como apresentador, diretor de programação em outras rádios curitibanas.
Na década de 1950 recebeu a concessão de uma rádio na cidade de Bandeirantes, tornando-se sócio da Rádio Cabiúna.
A Academia Paranaense de Poesia dedicou à Cadeira Musical n° 15 a homenagem de patrono ao tenor curitibano.